# Episodi di Il commissario Köster (quarantottesima stagione)
La quarantottesima stagione della serie televisiva Il commissario Köster è stata trasmessa in prima visione assoluta in Germania da ZDF dal 2024.
| n. | Titolo originale        | Titolo italiano | Prima TV Germania | Prima TV Italia |
| -- | ----------------------- | --------------- | ----------------- | --------------- |
| 1  | Crash                   |                 | 5 aprile 2024     |                 |
| 2  | Exit                    |                 | 12 aprile 2024    |                 |
| 3  | Mutterliebe             |                 | 19 aprile 2024    |                 |
| 4  | Der schönste Tag        |                 | 26 aprile 2024    |                 |
| 5  | Das gute Leben          |                 | 3 maggio 2024     |                 |
| 6  | Racheengel              |                 | 10 maggio 2024    |                 |
| 7  | Der Weg in die Freiheit |                 | 17 maggio 2024    |                 |
| 8  | Gestorben wird immer    |                 | 24 maggio 2024    |                 |